# Vlag van Hoogkerk

Vlag van de gemeente Hoogkerk
(1961-1969)

De vlag van Hoogkerk werd op 28 november 1961 door de gemeenteraad van Hoogkerk vastgesteld als gemeentevlag.
De vlag verviel als gemeentevlag toen Hoogkerk in 1969 opging in de gemeente Groningen.

## Beschrijving en verklaring
De vlag kan als volgt worden beschreven:
Drie evenhoge banen waarvan de eerste en derde geel zijn, terwijl de tweede wederom is verdeeld in vijf banen waarvan de hoogten zich verhouden als 1:1:2:1:1 en waarvan de kleuren zijn zwart, geel, blauw, geel en zwart.
De kleuren zijn ontleend aan het gemeentewapen. 

## Verwante afbeeldingen

Het wapen van Hoogkerk